# 扭葉灰氣蘚
扭葉灰氣蘚（学名：Aerobryopsis parisii）为蔓蘚科灰氣蘚屬下的一个种。